# São João de Deus
São João de Deus era una freguesia portuguesa del municipio de Lisboa, distrito de Lisboa.

## Historia
Fue suprimida el 8 de noviembre de 2012, en aplicación de una resolución de la Asamblea de la República portuguesa al unirse con la freguesia de Alto do Pina, formando la nueva freguesia de Areeiro.

## Patrimonio
- Padrão do Campo Pequeno
- Pastelería Mexicana